# Іверка (село)
Іве́рка (рос. Иверка) — село у складі Іжморського округу Кемеровської області, Росія.

## Населення
Населення — 181 особа (2010; 262 у 2002).
Національний склад (станом на 2002 рік):
- росіяни — 97 %